# Flughafen Lydd

i7
i11
i13
Der 1954 eröffnete Flughafen Lydd (Marketingname London Ashford Airport, IATA-Code: LYX, ICAO-Code: EGMD) liegt 2 Kilometer östlich von Lydd (Grafschaft Kent) sowie 22 Kilometer südlich von Ashford. Ursprünglich Lydd Ferryfield genannt, nennt er sich heute aus Marketinggründen auch London Ashford Airport, obwohl er volle 125 Kilometer von London entfernt ist.

## Geschichte

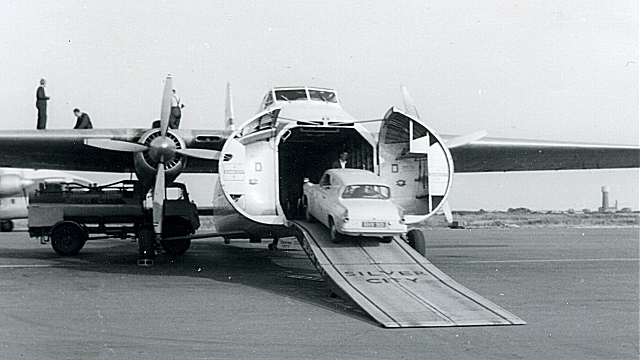
Auf dem Flughafen Lydd Ferryfield wird ein Ford Anglia 105E in eine Bristol 170 eingeladen, 1960

### 1954 bis 1969
Die Fluggesellschaft Silver City Airways hatte einen Fährflugbetrieb zum Transport von Personenkraftwagen über den Ärmelkanal vom Flugplatz Lympne nach Frankreich eingerichtet.
Die Kapazitäten des Flugplatzes Lympne, der nur über eine Graspiste und ein unbefestigtes Vorfeld verfügte, die bei Regenwetter oft überschwemmt waren, reichten zu dieser Zeit nicht mehr aus. So musste der Flugplatz Lympne zum Beispiel im Dezember 1951 für alle Flugzeuge schwerer als 8.000 lbs (3.600 kg) geschlossen werden, da die Start- und Landebahn völlig durchnässt war. Silver City Airways verlegte ihre Flüge zum Flughafen Southend, bis Lympne erst nach einem Vierteljahr, im Februar 1952, wieder geöffnet wurde. Auch der Flugplatz Blackbushe wurde in der Zeit der Schließung von Lympne als Ausweichflugplatz benutz.
Daher entschloss sich die Konzernmutter Britavia im Sommer 1953 zum Bau eines ganz neuen Flughafens nahe der Ortschaft Lydd.
Mit seiner Eröffnung am 13. Juli 1954 wurde der als „Lydd Ferryfield“ bezeichnete Flughafen zum neuen Ausgangspunkt der Fährflüge zum Flughafen Le Touquet. Silver City Airways verlegte bis Ende Oktober 1954 sämtliche Abflüge von Lympne nach Lydd. Bei diesen Flügen wurden meist Bristol 170 eingesetzt, ein zweimotoriges propellergetriebenes Fracht- und Passagierflugzeug mit Kolbenmotoren. Damit konnten jeweils maximal zwei Autos und zwölf Passagiere transportiert werden. Die Autoinsassen reisten auf den Flügen in einem Passagierabteil mit, das sich im Heck der Maschinen befand.
Im Juni 1955 wurde zusätzlich ein täglicher reiner Frachtflug zwischen Lydd und dem Flughafen Calais eingerichtet. Ab dem Sommer 1956 kamen Fährflüge zu den Flughäfen Jersey und Guernsey hinzu.

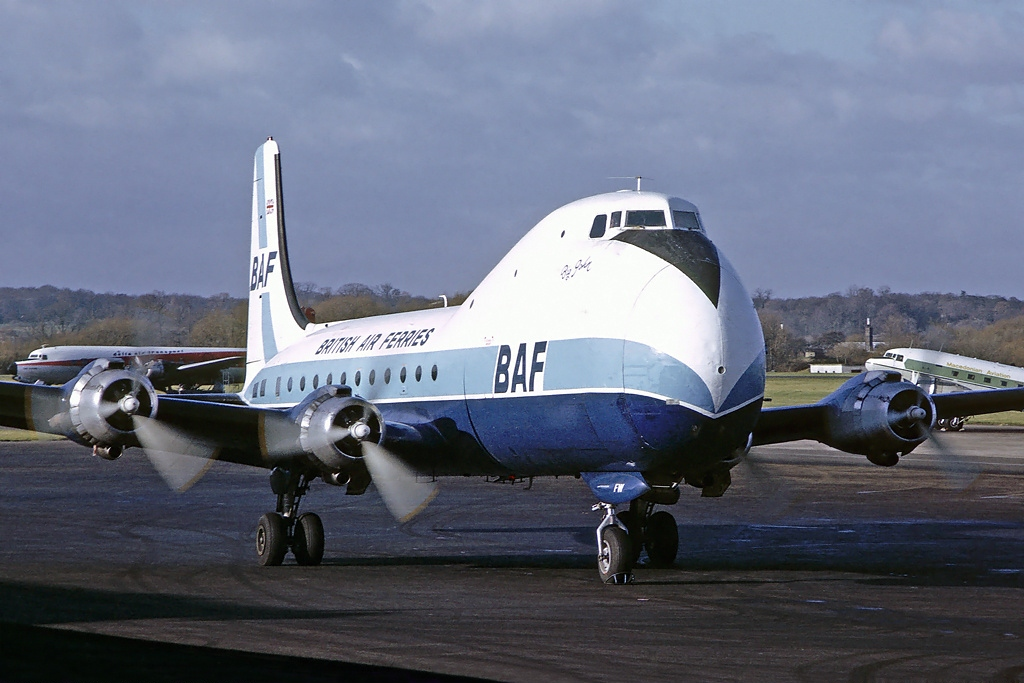
Aviation Traders ATL-98 Carvair der British Air Ferries, 1974

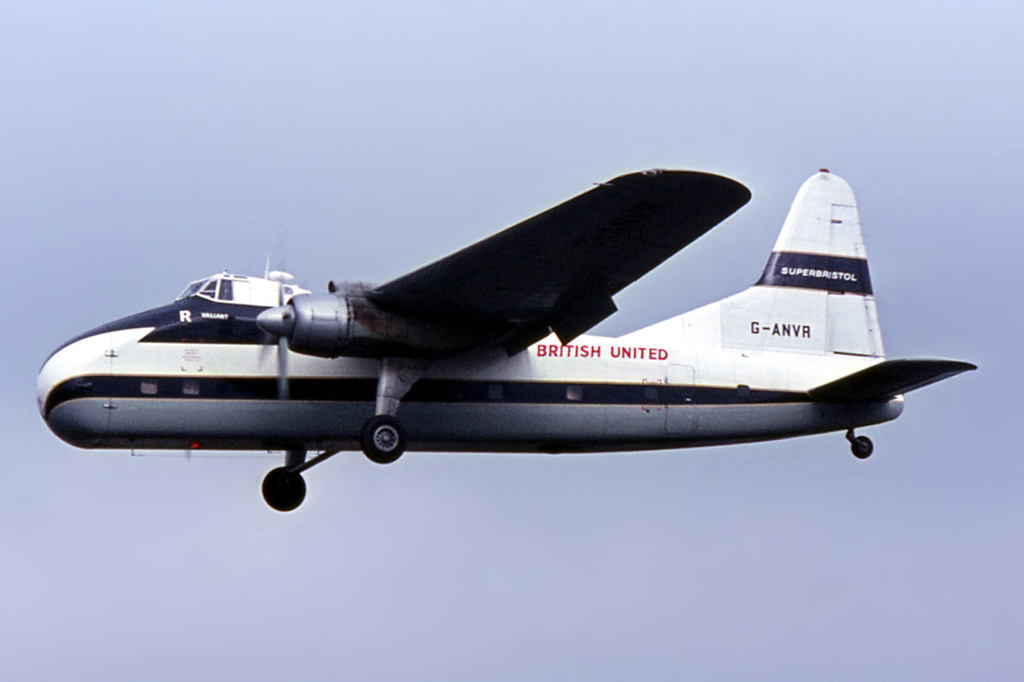
Eine Bristol 170 in der verlängerten Version Mk.32 Superfreighter der British United Airways, Berlin-Tempelhof 1966

Innerhalb von fünf Jahren nach seiner Eröffnung im Jahr 1954 wurden am Flughafen Lydd mehr als 250.000 Fluggäste pro Jahr abgefertigt, was ihn zu einem der verkehrsreichsten Flughäfen im Vereinigten Königreich machte.
Silver City Airways wurde zum Jahresende 1962 mit der ebenfalls im Fährverkehr tätigen Channel Air Bridge fusioniert, woraus die Fluggesellschaft British United Air Ferries (BUAF) hervorging.
BUAF setzte auf den Fährflügen zunehmend auch Aviation Traders ATL-98 Carvair ein, die bis zu fünf Autos, aber dazu auch 22 Passagiere transportieren konnten. In der reinen Passagierversion konnten maximal 85 Personen befördert werden.
Ab 1962 wurden auch von der französischen Compagnie Air Transport die Strecken von Le Touquet und Calais nach Lydd Ferryfield beflogen, ebenfalls mit Bristol 170. Die kurzen Flüge dauerten nur 20 Minuten und wurden in Zusammenarbeit mit British United Air Ferries (BUAF) durchgeführt. Die Flugdauer auf der seltener beflogenen Strecke von Lydd zum Flughafen Deauville betrug 45 Minuten. BUAF setzte zur Erhöhung der Kapazität die verlängerte Version Bristol 170 Mk.32 Superfreighter ein, die nun drei Pkw und 22 Personen befördern konnte.
Skyways Coach-Air konnte ihre ab dem Sommer 1965 genutzten Fokker F-27 Friendship nicht von der Grasbahn in Lympne einsetzen und musste die damit geflogenen Verbindungen nach Lydd verlegen. Aber auch mit den in Lympne noch eingesetzten Hawker Siddeley HS 748 zeigten sich die dortigen Probleme: Am 11. Juli 1965 überschlug sich eine aus Beauvais kommende HS 748 der Skyways Coach Air (G-ARMV) bei der Landung auf dem Flughafen Lympne, nachdem die Bugräder tief in den weichen Boden der Graslandebahn eingesunken waren. Die Maschine verlor dabei ihre linke Tragfläche und war schrottreif. Alle 52 Insassen, vier Besatzungsmitglieder und 48 Passagiere, überlebten den Unfall.

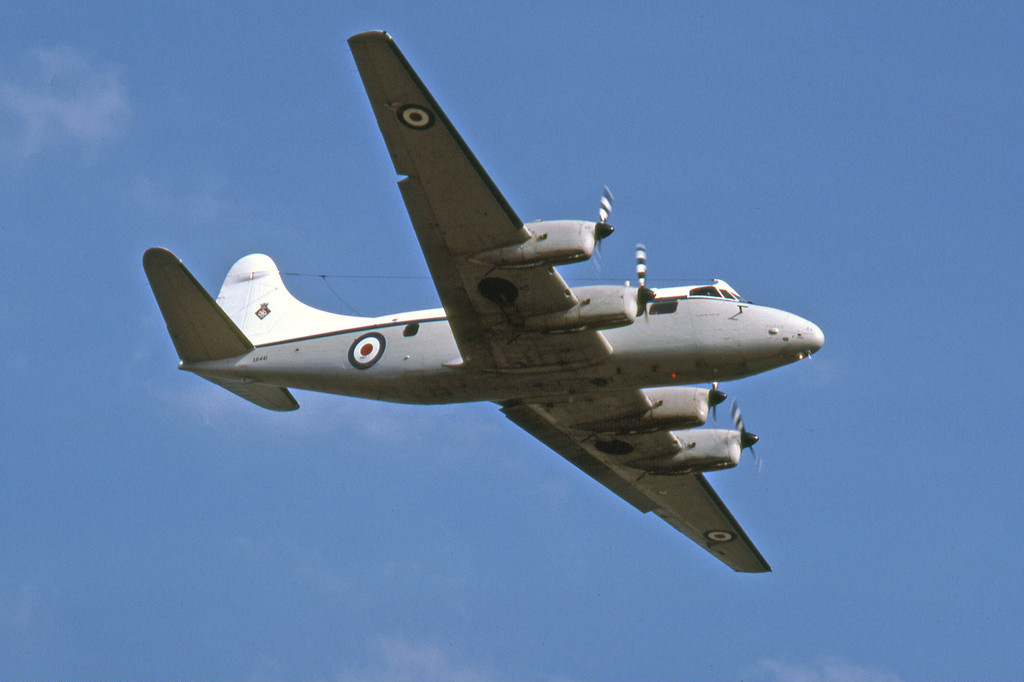
De Havilland DH.114 Heron, hier der Royal Navy, 1989

Im September 1967 erfolgte eine Umbenennung der BUAF in British Air Ferries (BAF).
Vor allem im Jahr 1964 setzte die 1957 gegründete Fluggesellschaft Mercury Airlines ihre Douglas DC-3 und die kleinere, viermotorige De Havilland DH.114 Heron auch für Versorgungsflüge zum Flughafen Lydd im Zusammenhang mit dem im Bau befindlichen, 7 Kilometer südöstlich des Flughafens gelegenen Kernkraftwerk Dungeness ein. Mercury Airlines wurde gegen Ende 1964 von British Midland Airways übernommen.
Die Fluggesellschaft Air Kruise war schon im Jahr 1955 vom Flugplatz Lympne zum Flughafen Lydd umgezogen. Sie betrieb Inclusive Tours zu etlichen Ländern Europas sowie ad-hoc-Charterflüge für Passagiere und Fracht und nutzte dafür Flugzeuge der Typen Douglas DC-3 und Bristol 170. Ende 1958 wurde Air Kruise in Silver City Airways integriert.
Die Einführung von Roll-on/Roll-off-Fähren und Luftkissenbooten im Ärmelkanal führte jedoch allmählich zu einem Rückgang der Luftfährdienste ab Lydd. British Air Ferries reduzierte die Anzahl ihrer Fährflüge von Lydd und stellte sie Ende Oktober 1969 mit dem letzten Flug zum Flughafen Le Touquet ganz ein.

### Ab 1970
Die gerade neu gegründete Kestrel Airways nahm im November 1970 mit einer Douglas DC-3 den Flugbetrieb von ihrer Basis auf dem Flughafen Lydd auf. Aufgrund wirtschaftlichen Misserfolgs zog sie allerdings schon im Februar 1971 zu ihrem neuen Firmensitz um, dem Flughafen East Midlands.
Nach der Schließung des Flugplatzes Lympne für den kommerziellen Luftverkehr im Oktober 1974 wurde der von Dan-Air betriebene Dienst nach Paris zum Flughafen Lydd verlegt, der weiterhin als „London – Paris“-Flug verkauft wurde (Ryanair existierte damals noch nicht, aber die Verkaufspraktiken schon).
Auch die Fluggesellschaft Air Freight Ltd (im Jahr 1975 umbenannt in Skyways Cargo Airline) zog nach der Schließung des Flugplatzes Lympne für den kommerziellen Luftverkehr im Oktober 1974 zum Flughafen Lydd um. Von dort flog sie mit Douglas DC-3 (für Frachtdienste) und Fairchild-Hiller FH-227 (für Passagierflüge) Ziele auf den Kanalinseln, in Großbritannien sowie Amsterdam und Paris an.
 Durch deutlich niedrigere Frachttarife wurde das Netz der Skyways Cargo Airline im Vergleich zu Frachtflügen vom Flughafen London Heathrow sehr attraktiv, da die Fracht mit LKW nach Lydd gebracht und von dort zu kontinentalen Flughäfen geflogen wurde. Bald wurden auch direkte Frachtflüge von Lydd nach Amsterdam und später Rotterdam eingeführt. Im August erhielt die Gesellschaft einen Vertrag zur Postbeförderung von Lydd nach Liverpool. Die Verbindung zwischen Lydd und Jersey wurde im Mai 1980 mit FH-227 nach einer Pause wieder eröffnet, jedoch wurde der gesamte Betrieb von Skyways Cargo Airline am 16. Oktober 1980 plötzlich und endgültig eingestellt.

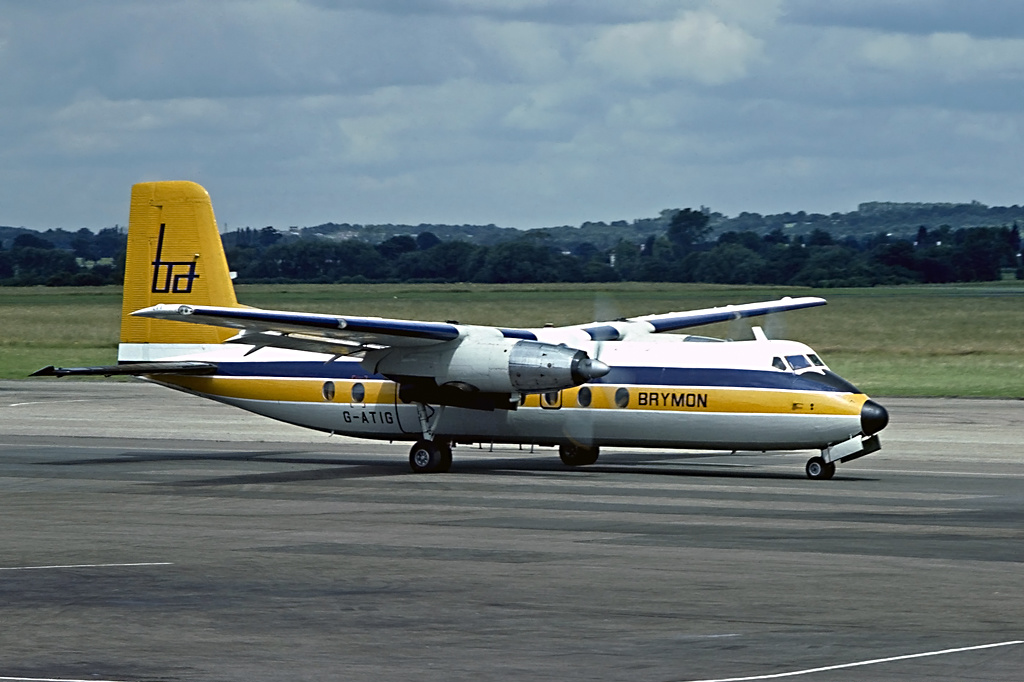
Handley Page Herald, hier der Brymon Airways, 1980

Im Jahr 1982 wurde die Fluggesellschaft Janus Airways mit Sitz und Basis auf dem Flughafen Lydd gegründet. Sie begann ihren Betrieb mit Turbopopmaschinen des Typs Handley Page Herald für Charterflüge sowie einen Liniendienst zum Flughafen Beauvais-Tillé. Im Jahr 1984 wurden Vickers Viscount der Version 700 der Flotte hinzugefügt. Der zweimal täglich betriebene Flug von Lydd nach Ostende musste im März 1986 von Euroair mit deren eigenen Heralds übernommen werden. Aber am 7. August 1986 musste Janus Airways den Betrieb einstellen.
Die Fluggesellschaft Atlantic Airlines erhielt 1987 einen Vertrag für die Bekämpfung der Meeresverschmutzung. Zu dessen Umsetzung wurden mehrere speziell umgebaute Douglas DC-3 eingesetzt, darunter auch auf dem Flughafen Lydd stationierte.
Die 1989 gegründete British Independent Airways mit Basis auf dem Flughafen Lydd setzte von dort aus ihre drei Hawker Siddeley HS 748 ein. Im April 1990 wurde die Strecke zum Flughafen Le Touquet eröffnet. Im Juli folgte eine Verbindung nach  Beauvais mit bereitgestelltem Straßentransport nach London bzw. Paris. Am 1. Juli 1991 musste die Gesellschaft ihren Betrieb aus finanziellen Gründen und Mangel an Flugzeugen einstellen.
Im Jahr 1990 nahm Love Air ihren Betrieb vom Flughafen Lydd auf. Die regelmäßigen Flüge nach Le Touquet wurden im September 1991 in einen vollständigen Linienbetrieb umgewandelt. Sie wurden mit Piper PA-31 Navajo und PA-31-350 Navajo Chieftain geflogen. Mitte 1994 wurde der Abflugort dieser Flüge allerdings zum Flugplatz Biggin Hill verlegt.

## Betrieb
Der Flughafen kann zur Zeit von Flugzeugen bis zur Größe einer Boeing 737 oder eines Airbus A319 genutzt werden. Aufgrund der Landebahnlänge von 1505 Metern können Flugzeuge dieser Typen nur mit einer eingeschränkten Nutzlast starten.
Der Flughafen wird von der London Ashford Airport Ltd. betrieben, die vom saudischen Geschäftsmann Sheikh Fahad al-Athel kontrolliert wird.
Die 1988 gegründete und 2001 umbenannte Fluggesellschaft LyddAir hat ihren Sitz am Flughafen und unternimmt Charterflüge. Lange Zeit wurden in den 1990er-Jahren von LyddAir tägliche Flüge zum Flughafen Touquet-Côte d’Opale in Nordfrankreich durchgeführt, wofür in den 1990er-Jahren auch drei Britten-Norman Trislander eingesetzt wurden. Diese insbesondere von Golfspielern genutzten Flüge wurden später auf die Wochenenden reduziert. Die regelmäßige Verbindung endete im Dezember 2018. Mit Stand vom August 2024 besteht die Flotte von LyddAir aus einer Piper PA-31-350 Navajo Chieftain und einer Beechcraft Super King Air 200.

## Zwischenfälle

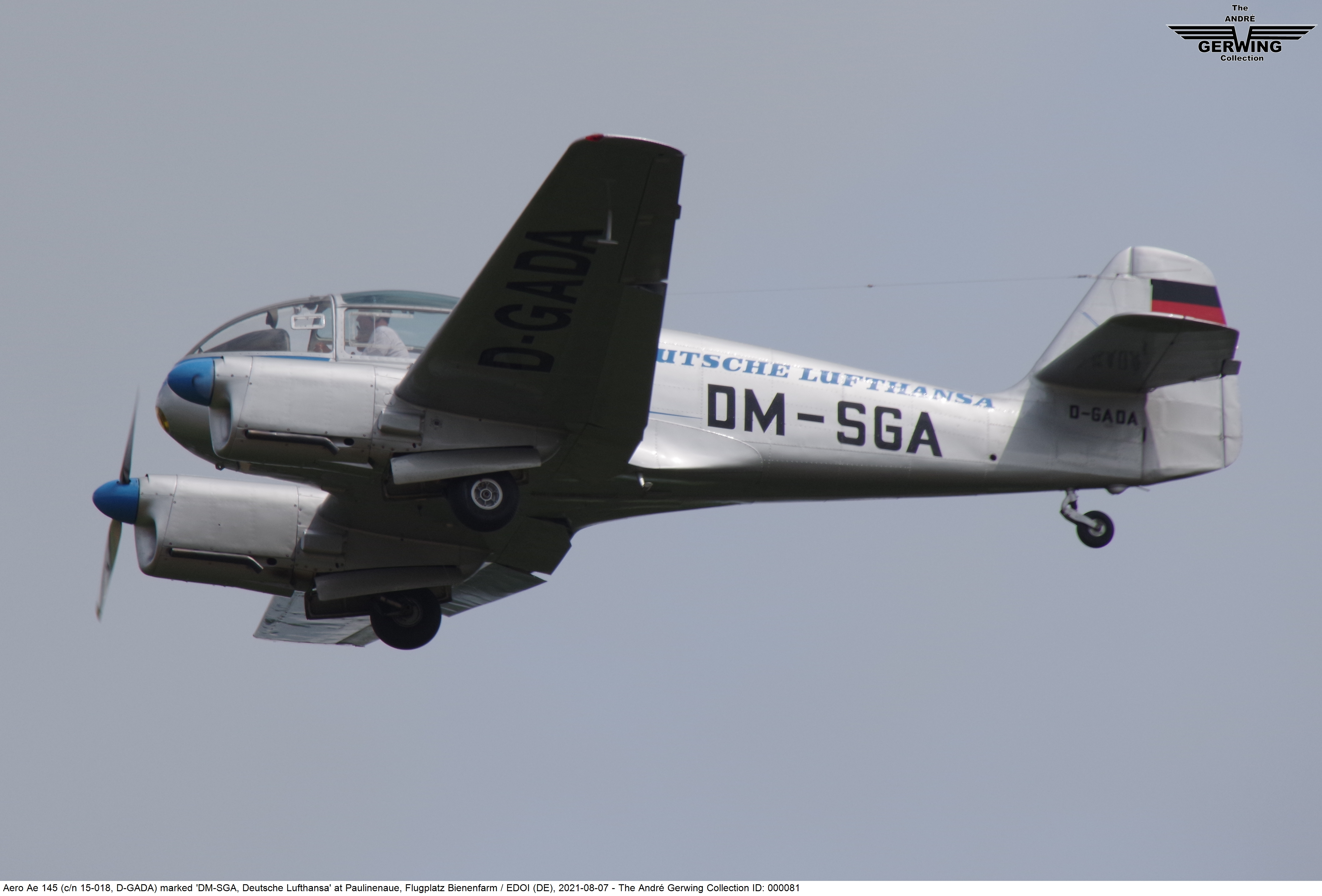
Eine Aero Ae-145, baugleich mit der im Juli 1978 verunglückten

- Am 9. Juli 1978 stürzte eine Aero Ae-145 des britischen Eigentümers William Henry Grimes (Luftfahrzeugkennzeichen G-ASWS) 400 Meter hinter der Startbahn am Flughafen Lydd aus etwa 45 Metern Höhe ab. Der Unfall ereignete sich nach einem totalen Leistungsverlust des rechten Triebwerks während des anfänglichen Steigflugs, kurz nachdem das Flugzeug in der Luft war. Die Richtungskontrolle ging allmählich verloren, die Maschine stürzte in ein Maisfeld und wurde zerstört. Es konnte kein Triebwerksdefekt gefunden werden, der den Leistungsverlust verursacht hätte, aber es ist möglich, dass der Kraftstoffhahn des rechten Triebwerks absichtlich geschlossen wurde. Der Absturz wurde durch den Verlust der Richtungskontrolle während des asymmetrischen Motorfluges verursacht. Alle 4 Insassen, der Pilot und die 3 Passagiere, kamen ums Leben. Die Feuerwehr des Flughafens Lydd konnte nicht vor Ort sein, weil die Löschfahrzeuge nicht für den Einsatz auf öffentlichen Straßen versteuert oder versichert waren und ihre Fahrer nicht über die erforderlichen Lkw-Lizenzen für das Fahren solcher Fahrzeuge auf diesen Straßen oder die Erlaubnis zum Befahren von Privatgrundstücken verfügten. So blieb es der Feuerwehr der Grafschaft Kent überlassen, zur Unfallstelle zu fahren und dort 22 Minuten nach dem Absturz einzutreffen.[25]

- Am 17. August 1978 driftete eine Douglas DC-3/C-47B-20-DK der britischen Skyways Cargo Airline (G-AMSM) beim Start vom Flughafen Lydd nach links. Der Erste Offizier korrigierte zu stark zurück, woraufhin die Maschine die Startbahn in einem Winkel von 20 Grad nach rechts verließ, teilweise schon in der Luft. Beim Versuch, einem Windsack auszuweichen, kratzte die rechte Tragfläche über die kreuzende Startbahn 14, woraufhin das Flugzeug wieder aufsetzte und bis zum Stillstand rutschte. Im rechten Triebwerk brach ein Feuer aus, das Flugzeug wurde irreparabel beschädigt. Alle drei Besatzungsmitglieder, die einzigen Insassen auf dem Frachtflug, überlebten den Unfall.[26]

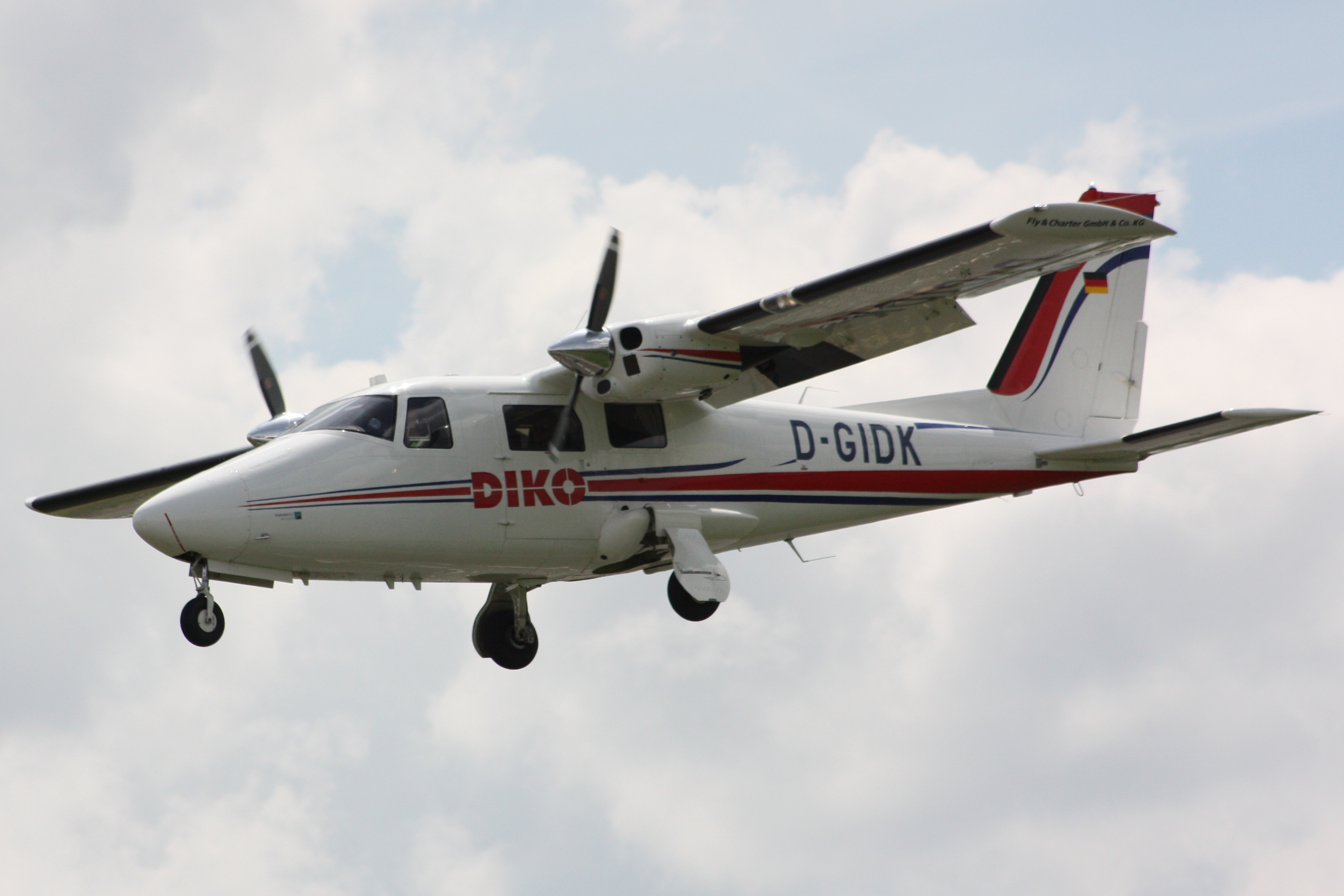
Eine Partenavia P.68, baugleich mit der im Januar 1979 verunglückten

- Am 22. Januar 1979 stürzte eine Partenavia P.68B (8857506505).jpg der britischen Business Air Travel (G-BEUT) im Anflug auf den Flughafen Lydd 9,6 Kilometer südöstlich des Ziels in der Romney Marsh ab und wurde zerstört. Bei einem Nicht-Präzisionsanflugverfahren während eines Schneesturms verlor der Pilot die Kontrolle über das Flugzeug. Alle 3 Insassen, der Pilot und beide Passagiere, kamen ums Leben.[27]

- Am 17. Juli 1991 wurde eine Piper PA-31 Navajo der britischen Janes Aviation (G-LYDD) beim Start vom Flughafen Lydd irreparabel beschädigt, als die äußeren 5 Fuß der äußeren rechten Tragfläche und des Querruders während des Starts explodierten und sich zerlegten. Das Flugzeug, das seit über zwei Jahren nicht mehr geflogen war, wurde in den Tagen vor diesem Flug überholt und musste mit zwei Piloten an Bord nach Blackpool überführt werden. Die Ursache des Vorfalls war offenbar ein Kraftstoffleck, das durch ein loses Ventil und/oder eine defekte Dichtung in dem unter Druck stehenden Tank im Steuerbordflügel verursacht wurde, und/oder das Material des Tanks war porös geworden. Dadurch konnte Treibstoff oder Treibstoffdampf in den Außenflügel entweichen, der dann durch ein elektrisches Bauteil in diesem Teil des Flügels entzündet wurde. Beide Piloten, die einzigen Insassen, überlebten den Unfall unverletzt.[28]